# Это Элвис (фильм)
«Это Элвис» (англ. This Is Elvis) — художественно-биографический фильм 1981 года о жизни звезды рок-н-ролла, певца и актёра Элвиса Пресли. Это 11-й «массовый» фильм 1982 года, разделивший триумф с культовым фильмом Ридли Скотта — Бегущий по лезвию. Премьера фильма состоялась 3 апреля 1981 года.
7 августа 2007 года был выпущен набор DVD из двух дисков ко дню 30-й годовщины со дня смерти Пресли. 1 диск содержит оригинальную версию киноленты, показываемой в кинотеатрах; 2 диск включает расширенную версию, включающую 45 дополнительных минут плёнки.

## Сюжет
Документальный фильм о жизни и эпохе «Короля рок-н-ролла», Элвисе Пресли. В фильме использовано множество методов с целью показать индивидуальность Пресли и его личность, а также проследить его жизненный путь этап за этапом. С этой целью в фильме использованы редкие кадры из ранней жизни музыканта и частные видеозаписи. По сюжету фильма, Элвис показывается в разные годы своей жизни, начиная с юных лет и заканчивая зрелыми годами. В разные временные отрезки музыканта изображают его имитаторы: Пол Боенш III — (Элвис в возрасте 10 лет), Дэвид Скотт (Элвис в возрасте 18 лет), Дэна Маккэй — (Элвис в возрасте 35 лет) и Джонни Харра — (Элвис в возрасте 42 лет). Роли близких людей музыканта, его коллег по шоу-бизнесу исполнили другие актёры. Основное внимание в фильме уделено ранним годам Элвиса, когда он впервые появился на «Шоу Эда Салливана» и вскоре был осуждаем за манеру своего исполнения. В фильме говорится о службе музыканта в армии, его дальнейшей кинокарьере в 1960-х, о концерте 1968 года — Comeback Spesial, ознаменовавшем возвращение Пресли на музыкальную сцену, а также о его отношениях с единственной супругой Присциллой. Фильм завершается трагическим финалом, в котором музыкант из-за своего пристрастия к медикаментам скоропостижно скончается в 1977 году.

## В ролях
- Дэвид Скотт — Элвис в возрасте 18 лет
- Пол Боенш III — Элвис в возрасте 10 лет
- Джонни Харра — Элвис в возрасте 42 лет
- Лоуренс Коллер — Вернон Пресли
- Ронда Лин — Присцилла Пресли
- Дэбби Эдж — Глэдис Пресли
- Ларри Распберри — Дью Филлиппс
- Фьюри Льюис — Блюзмен
- Лиз Робинсон — Минни Май Пресли
- Дэна Маккэй — Элвис в возрасте 35 лет
- Нокс Филлипс — Сэм Филлипс
- Шерил Нихэм — Линда Томпсон
- Андреа Филипп — Джинджер Олден
- Джерри Филлипс — Билл Блэк
- Эмори Смит — Скотти Мур
- Вестер Прэсли — играет самого себя
- Джо Эспозито — играет самого себя
- Полин Николсон — играет самого себя
- Мэри Дженкинс — играет самого себя
- Линда Томпсон — играет саму себя
- Нэнси Рукс — играет саму себя
- Лиша Свитнем — играет самого себя
- Стив Аллен — играет самого себя, хроника
- Милтон Берл — играет самого себя, хроника
- Джои Бишоп — играет самого себя, хроника
- Билл Блэк — играет самого себя, хроника
- Сэмми Дэвис-младший — играет самого себя, хроника
- Джимми Дорси — играет самого себя, хроника
- Томми Дорси — играет самого себя, хроника
- D.J. Фонтана — играет самого себя, хроника
- Кэри Грант — играет самого себя, хроника
- Джордж Хэмилтон — играет самого себя, хроника
- Боб Хоуп — играет самого себя, хроника
- Хедда Хоппер — играет самого себя, хроника
- Граучо Маркс — играет самого себя, хроника
- Присцилла Пресли — играет саму себя, хроника
- Фрэнк Синатра — играет самого себя, хроника
- Нэнси Синатра — играет саму себя, хроника
- Барбара Стэнвик — играет саму себя, хроника

## Саундтрек
RCA Records выпустили альбом-саундтрек фильма, который вошёл в коллекционную серию сборников с записями музыканта.
Сторона 1:
- «(Marie’s The Name) His Latest Flame»
- «Moody Blue»
- «That's All Right»
- «Shake, Rattle And Roll — Flip Flop And Fly» (записан: «Tommy & Jimmy Dorsey TV Show», «CBS Studios», Нью-Йорк, 11 февраля 1956)
- «Heartbreak Hotel» (записан: «Tommy & Jimmy Dorsey TV Show», «CBS Studios», Нью-Йорк, 17 марта 1956)
- «Hound Dog» (записан: «Milton Bearle TV Show», «NBC Studios», Голливуд, Калифорния, 5 июня 1956)[1]
- «My Baby Left Me»

Сторона 2:
- «Merry Christmas Baby» (записан: «RCA Studios», Нашвилл, Теннесси, 15 мая 1971)
- «Mean Woman Blues» (записан: «Radio Recorders», Голливуд, Калифорния, февраль, 1957)
- «Don’t Be Cruel»
- Армейское приведение к присяге (записан: Мемфис, Теннесси, 24 марта, 1958)[1]
- «(Let Me Be Your) Teddy Bear»
- «Jailhouse Rock»
- «G.I. Blues»
- Вырезка из интервью с Хаем Гардинером, 1 июля 1956

Сторона 3:
- «Too Much Monkey Business» (записан: «RCA Studios», Нашвилл, Теннесси, 13 января, 1968)
- «Love Me Tender»
- «I Got A Thing About You Baby»
- «I Need Your Love Tonight»
- «Blue Suede Shoes» (записан: «NBC Studios», Бербанк, Калифорния, 27 июня, 1968)
- «Viva Las Vegas»
- «Suspicious Minds» (записан: тур по Виргинии и Техасу, апрель 1972)
- «Promised Land» (записан: Мемфис, Теннесси, 9 января 1971)

Сторона 4:
- Вырезка из пресс-конференции на Мэдисон-Сквер-Гарден[1]
- «Always On My Mind» (записан: «RCA Studios», Голливуд, Калифорния, 30 марта, 1972)
- «Are You Lonesome Tonight?»
- «My Way»
- «An American Trilogy» (записан: тур по Виргинии и Техасу, апрель 1972)
- «Memories»

## Даты премьер
Даты приведены в соответствии с данными kinopoisk.ru.
- США — 3 апреля 1981
- США — 4 апреля 1981
- Финляндия — 4 сентября 1981
- Швеция — 16 ноября 1981
- Норвегия — 20 ноября 1981
- Австралия — 12 августа 1982
- Финляндия — 10 декабря 1988 (премьера на ТВ)
- США — 1 мая 2007 (переиздание)

## Слоган фильма
«The rare personal films never before seen by the public».

### Рецензии наDVD
- Рецензия Иан Джейн на сайте DVD Talk Архивная копия от 31 мая 2009 на Wayback Machine, 10 сентября, 2007. (англ.)